# Deporte en Azerbaiyán
La historia del deporte en Azerbaiyán se remonta a tiempos inmemoriales. Por primera vez Azerbaiyán participó en las Olímpiadas como un estado independiente en 1996 y desde entonces envía los deportistas a todas las Olímpiadas. El Comité Olímpico Nacional de Azerbaiyán fue establecido en 1992. El objetivo principal del Comité Olímpico Nacional de Azerbaiyán es desarrollo y defensa del movimiento Olímpico en Azerbaiyán en la base de la Carta Olímpica.

## Historia
Según las fuentes arqueológicas se puede decir que el primer deporte de los atletas fue la lucha. La información más antigua sobre eso se encuentra en los siglos XXVII-XXVI antes de Cristo. En la saga “Gilgamish” se da la información sobre las competencias de lucha realizadas por los sumerios.   En la epopeya más antigua de Azerbaiyán, que se llama “Kitabi- Dada Gorgud” no solo trata de la lucha nacional, sino sus diferentes modos. Se destaca que estas luchas solo tenían un objetivo que era la competencia.
|  |
|  |

|  |
|  |

|  |
|  |

|  |
|  |

En los principios del siglo XX, los nombres de luchadores como Sali Sueliman y Rashid Iusibov eran muy famosos. Sali Suleiman se consideraba un rival peligroso por los luchadores. Le llamaban “león de Daguestan” o “favorito del mundo oriental”
En 1920 en Azerbaiyán fue creado la primera sociedad del baloncesto, en 1924 ya se había establecido 52 colectivos del baloncesto.
En 1923 por la primera vez en Azerbaiyán empezó a publicarse el periódico deportivo “Kirmizi Idmanchi” (deportista rojo). En el mismo año se abrió la escuela que preparaba los maestros del deporte. En la escuela se preparaban los maestros y especializados para que enseñen los diferentes tipos del deporte.
En 1924 Rza Bajshaliev creó un club de la lucha “Kustrud” y aquí organizó un grupo de la lucha francés. Los estudiantes de “Kustrud” luchaban con los luchadores famosos en el país o fuera del país como Sali Suleimanov, Rashid Iusibov, Fyodor Marguentanguer, Andrei Lods, Eldar Goichaili etc. Además de “Kustrud” había otras sociedades como “Dinamo”, “Temp”, “Locomativ” y la Casa Central de Cultura Física.
En el año 1929 fue realizada una lucha internacional entre Azerbaiyán y Turquía. 
En 1950 por la primera vez fue establecida la Federación de Lucha de Azerbaiyán dentro de la Federación de Lucha de la URSS.
Por la primera vez en julio y agosto del 1959 los jóvenes se ocuparon del remo en el club-yate “Neftchi” que está situado en el territorio de Bulvar en Bakú. En el mismo año los remeros académicos participaron en el concurso de los pueblos de la URSS. A partir del año 1970 la “Regata de Mingachevir” obtuvo el estado de toda unión. Pero en este concurso no solo  participaron los remeros de la URSS. En los diferentes años los representantes de Cuba también probaron sus fuerzas en  esta regata.
A los deportes nacionales podemos decir los nombres de deportes como “zorjana”, “la lucha nacional”, “diradoima”, “chalagan chardagi”, “charpapaq”, “chovgan”, “dadaboi” y “nard”. 

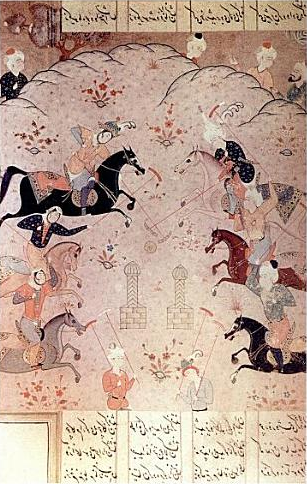
Una miniatura del siglo XVI muestra un juego de chovgan, en la historia de Cosroes y Shirin de Nizamí Ganyaví

En 1990 fue creada la Asociación de Deporte Nacionales. Esta Asociación representa 6 deportes nacionales. Ellos son los siguientes: lucha nacional, los juegos con caballos, nard, los juegos activos, zorjana y lucha serim. A partir del año 1992 los deportes nacionales se incluyeron a los programa de la cultura física.  En el año 1992 fue construida la Federación de Atletismo de Azerbaiyán. Esta Federación fue admitida como el miembro a la Federación de Atletismo de Asia. En 1992 también fue creada la Federación de Taekwondo de Azerbaiyán. En 1993 fue establecida la Federación de Lucha de Azerbaiyán y en el mismo año nuestro país fue admitido formalmente como un miembro a la Asociación de Federaciones Internacionales de Lucha en la oficina central de la FILA en la ciudad de Suiza, Lozana.  En el año 1994 fue creada la Federación Nacional del Karate de Azerbaiyán. A partir del año 1997 esta Federación fue aprobada como un miembro absolutamente a la Federación Universal del Karate que se tiene más de 50 millones miembros y une 180 países.
En el año 2006 fue decidido sostener los trabajos de reconstrucción y restauración en la regata de Mingachevir y se realizaron estos medidas por el Ministerio de Jóvenes y Deporte. El 9 de diciembre del 2006 fue formada la Federación Nacional del Remo de Azerbaiyán. La FNRA fue admitida como el miembro a la Federación Internacional del Remo y la Federación Internacional de Canoe y desde este tiempo pudo representar a nuestro país en los concursos licenciados en los Juegos Olímpicos realizados en Pekín  en el año 2008, en los campeonatos europeos y mundiales y en diferentes concursos internacionales. 
Los deportes nacionales como “zorjana” y “lucha nacional” son los miembros de la Federación Internacional de Zorjana desde 2007. Los 52 estados son miembros de la FIZ. En todos los campeonatos realizados por la FIZ, participan los partidos nacionales de Azerbaiyán.  En 2010 la Federación Deportiva de Zorjana de Azerbaiyán fue elegido la mejor federación y Vusal Yavadov y Tural Aliev fueron elegidos los mejores luchadores del año.
El 15 de septiembre de 2019, la Federación Ecuestre de la República de Azerbaiyán celebró en Bakú el partido final del 7.º Campeonato Mundial de Polo. Equipo de Azerbaiyán gana.

## Chovgan
Chovgan es un deporte colectivo con caballos, es la versión primitiva del moderno juego de polo. Este deporte fue el juego más antiguo jugado en Azerbaiyán entre los siglos IX y XVII, y que su práctica se acompañaba de música, con seis a ocho (incluso más) caballos por equipo, con diferentes colores. Actualmente en Azerbaiyán chovgan se considera un deporte nacional. Desde 2006, cada año en diciembre Azerbaiyán celebra un torneo nacional «Copa del Presidente» en el Centro de Turismo Ecuestre de la República, en Dashyuz, cerca de Şəki. El primero de ellos, celebrado del 22 al 25 de diciembre de 2006, enfrentó a equipos de diversas ciudades de Azerbaiyán, incluyendo Şeki, Ağdam, Ağstafa, Balakan, Qax, Qazax, Oğuz y Zaqatala.
En 2013, la práctica del chovgan en la República de Azerbaiyán, fue incluido en la Lista de Patrimonio Cultural Inmaterial de la UNESCO en necesidad de salvaguardias urgentes.

## Fútbol
El fútbol es el más popular entre los deportes en Azerbaiyán. En 1992 aquí fue fundada la AFFA (La Asociación de Federaciones de Fútbol de Azerbaiyán), que encargada de la organización del fútbol en Azerbaiyán, con sede en Bakú. AFFA está afiliada a la FIFA desde 1992 y a la UEFA desde 1994.

### El partido nacional de Azerbaiyán

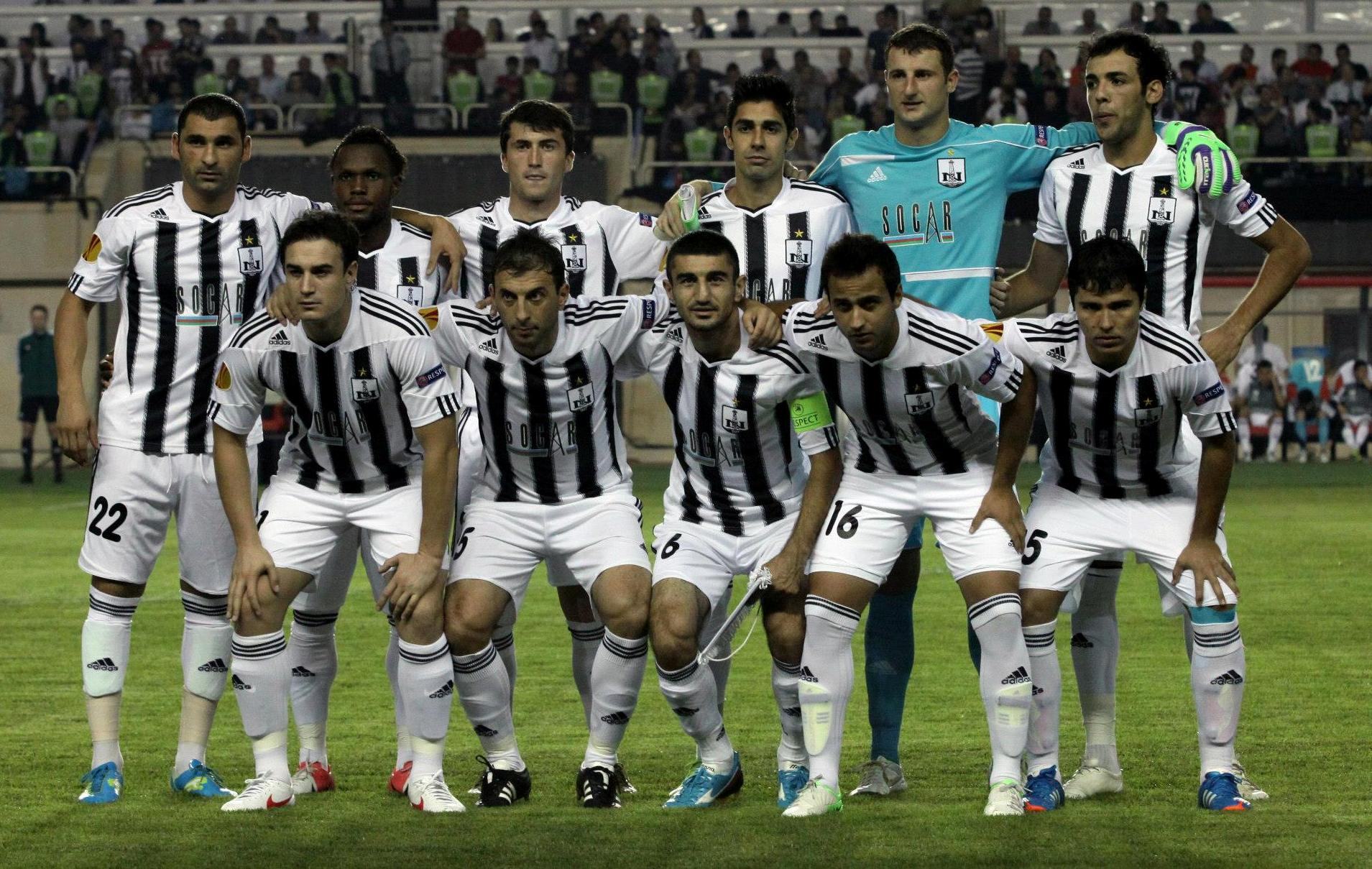
El equipo de Neftchi.

El partido nacional de Azerbaiyán es el partido principal que representa Azerbaiyán y se controla por la Asociación de Federaciones del Fútbol de Azerbaiyán. Participa en el arena internacional desde el septiembre del año 1992. El abril de 2008 Bergi Fogts fue designado el entrenador principal del partido. El indicador más alto del partido nacional en la FIFA fue en el año 2010 y ocupó el 90 nivel.  En el año 2011 fue celebrado el aniversario de 100 años del fútbol de Azerbaiyán. Se realizó el “Programa Estatal sobre el Desarrollo del Fútbol en los años 2005-2015”. Según las cláusulas del Programa Estatal nuestro fútbol tuvo muchos éxitos en el resultado de las actividades realizadas por la AFFA y fue fundado los grandes logros.
El partido nacional de Azerbaiyán obtuvo los resultados positivos 12 veces en la valoración de la FIFA. En final en el año 2010 con los resultados positivos 12 veces terminó la valoración en el nivel 114. Y eso significa que este partido ha avanzado 16 pasos durante el año. 

### Neftchi

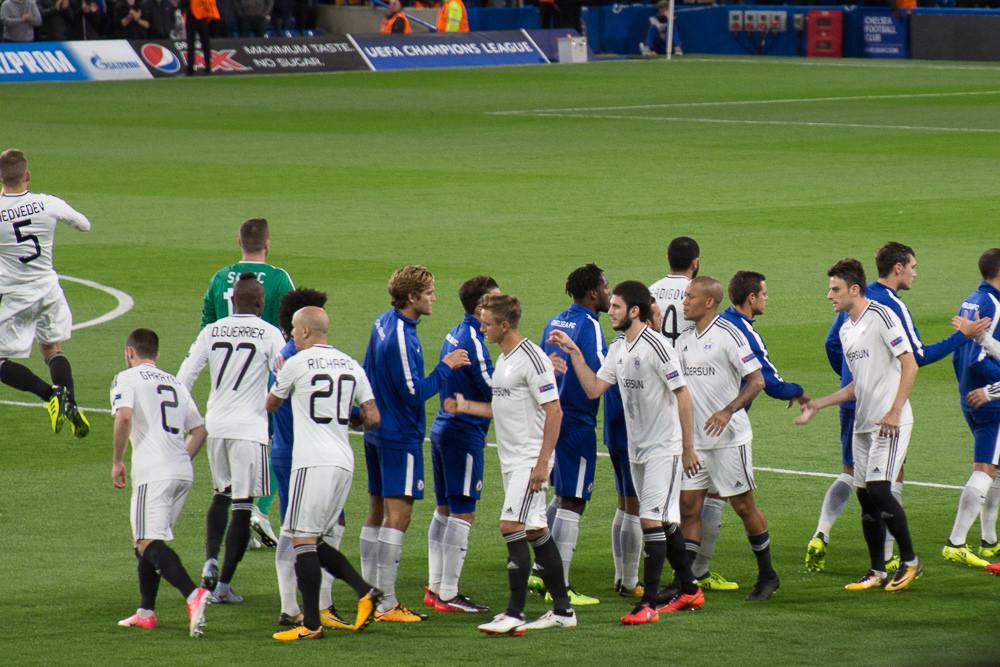
Chelsea - Qarabag, 2017.

El Neftchi  es uno de los equipos más populares en el país. El equipo disputó 27 temporadas en la Liga de la URSS y en 1966 finalizó en el tercer puesto en la liga.  En la Copa Mundial de Fútbol de 1966 Tofiq Bəhramov fue el juez de línea que concedió el famoso gol fantasma de Geoff Hurst en la final que ganó Inglaterra a Alemania. En 2003 el jugador del Neftchi, Anatoliy Banishevskiy fue elegido el mejor jugador azerí de los últimos 50 años.

### Qarabag
Qarabagh FK  fue fundada en 1951 en la región azerbaiyana Agdam;  forma parte de la Premie Liga de Azrbaiyán y ha sido tres veces campeón de la Copa de Azerbaiyán. Uno de los entrenadores del club de futbol Allahverdi Bagirov(1976-1991),  el Héroe Nacional de Azerbaiyán fue asesinado en 1992. El entrenador actual del club es Qurban Qurbanov. El club varias veces ha representado a Azerbaiyán en la Recopa de Europa y en la Copa UEFA . En 2017 se convirtió en el primer equipo azerbaiyano en clasificar a la fase de grupos de la Liga de Campeones de la UEFA. Mushfig Huseynov, exjugador del club marca más goles que cualquier otro jugador del club.

### Qabala
El Qabala FK es un club de fútbol azerbaiyano, que fue fundada en 2005 en Qabala. El club juega en la Liga Premier de Azerbaiyán.

### Kapaz

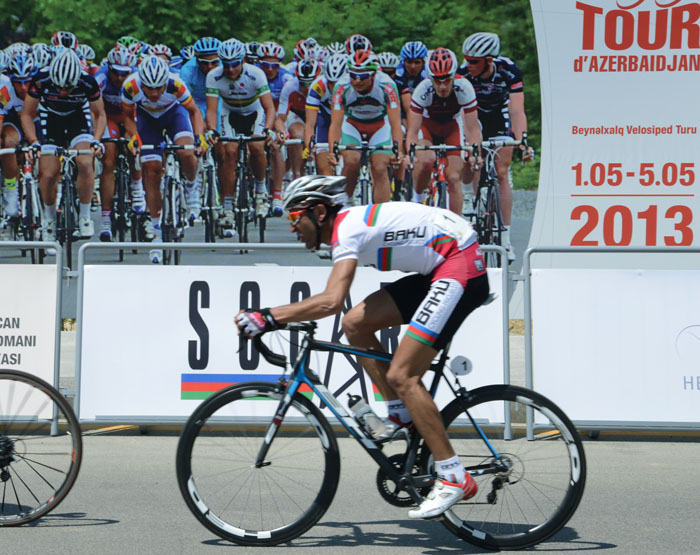
Tour d’Azerbaïdja.n

El Kapaz PFK es un club de fútbol azerbaiyano que fue fundada en 1959  en la ciudad de Ganja como Dinamo Kirovabad. El club jugó en la Primera Liga Soviética. El club también llevó los nombres de Taraggi y Toxucu a largo de su historia, y en 1982 cambió su  nombre al actual, Kapaz. En 2007, el club fue excluido debido a problemas financieros de la Liga Premier de Azerbaiyán.

## Ciclismo
El Tour d'Azerbaïdjan es una carrera ciclista por etapas azerbaiyana que se disputa en el mes de mayo. Por primera vez se realizó 2012 formando parte del UCI Europe Tour.

## Baloncesto
La historia del desarrollo del baloncesto en Azerbaiyán empezó en el año 1920. A partir de este año fueron creados los partidos en diferentes colegas laborales, empresas y entidades, centros educativos y organizaciones deportivas. En el año 1926, solo en Bakú fue registrada la existencia de aproximadamente 300 partidos de baloncesto y sus actividades. El partido más fuerte en Azerbaiyán fue creado en el club deportivo “Damir Yolu” en los años 1920-1930. Después del año 1926, el partido especial de la organización “Dinamo” obtuvo el nombre del líder y no lo abandonó muchos años. En estos años en el desarrollo del baloncesto en Azerbaiyán las siguientes personas desempeñaron un papel muy importante: N.Talishov, I.Ionov, G.Abramov, Y.Aronov, de mujeres K.Afandiev, S.Pleskunov y Fomina. 
En el año 1931 el partido formado por los hombres ganó el Campeonato Transcaucásico y pudo participar como un partido independiente en el campeonato de la URSS por primera vez. A partir de este año el partido formado de los hombres mantuvo su victoria en el baloncesto de Transcaucásica muchos años.  
En el año 1994 la Federación de Baloncesto de Azerbaiyán fue aprobada como un miembro a la Federación Internacional de Baloncesto y con eso el partido principal pudo participar legalmente bajo la bandera de Azerbaiyán en los concursos internacional. En el año 1995 fue realizado un concurso internacional en Bakú con las participaciones de los partidos formados de los hombres de Azerbaiyán, Turkmenistán, Georgia y Turquía. 
El febrero del año 2000 los partidos formados por los adolescentes del país participaron en los concursos internacionales realizados en la República del Islam de Irán. El partido formado por las chicas ocupó el tercer lugar en estos concursos.  En el año 2000 en el campeonato nacional realizado entre las mujeres y hombres los baloncestos del club deportivo “Bakili” fue el campeón en ambos concursos. En el año 2004 el partido formado por hombres participó en los concursos de Copa del Desarrollo de Europa y ocupó el cuarto lugar. En el año 2006 el partido formado de los hombres participó en el Campeonato de Copa del Desarrollo de Europa de la Federación Internacional del Baloncesto realizado en Albania y fue el primero.  En el año 2007 el partido formado de los adolescentes participó en el Campeonato de Europa. Y este partido ganó el primer lugar en el año 2008 en el Campeonato de Europa realizado en Escocia.

## Voleibol
En Azerbaiyán el voleibol se convirtió en un deporte favorito a partir de los mediados del siglo pasado. En el país el voleibol se creó en el año 1926. En el club “Damiryolchular”, más tarde en la sociedad “Neftchi” se empezaron los primeros entrenamientos. En 1927 en las sociedades como “Dinamo” y “Kommunalnik” se establecieron los departamentos de voleibol. El voleibol de Bakú empezó a desarrollarse más a partir del año 1932. El primer campeonato de la ciudad se realizó en este año. Los primeros campeones fueron los partidos consintientes de mujeres y hombres.   M.Lyoginqui, M.Perevra, O.Rusanov, V.Simakov, N.Iurasov, L.Vasilev, A.Fomina, G y M.Urbanovich, M.Sluchenkova, V.Savquina, G.Ganaquer son los miembros del partido de voleibol de Bakú. En 1928 en Moscú fue preparado y aprobado las leyes de los juegos de voleibol bajo el control de A.Potashquin después del concurso de los pueblos de la URSS.  En 1932 en Bakú por la primera vez se realizó el campeonato municipal con las nuevas leyes. Los partidos formados de hombres y mujeres de Bakú ganando en las competiciones, obtuvieron la oportunidad de participar en los juegos de toda la unión. En estas competiciones en Moscú el partido formado de mujeres ocupó el segundo lugar, y el de hombres ocupó el cuarto lugar. El tercero Festival de Voleibol de toda la unión fue realizado en la capital de Azerbaiyán en 1935. Ambos partidos ocuparon el tercer lugar. En los medios del los años 50s, los partidos encabezados por los entrenadores profesionales como Sh.Shamjalov, O.Kiblitsqui y los otros, prepararon muchos jugadores profesionales. Podemos decir como ejemplos a estos jugadores los nombres siguientes: Anatoli Makagonov, Felix Mammedov, Telman Safarov, Gennadi Rudnov, Ramiz Jismatov, de mujeres Nelli Lukanina, Tamara Tijonina, Olimpiada Tishenko. La mayoría de ellos fueron invitados al partido del país y participaron en los campeonatos mundiales y europeos. En 1955 el partido formado de mujeres de Azerbaiyán participó con mucho éxito y obtuvo la oportunidad de participar en la liga alta. 

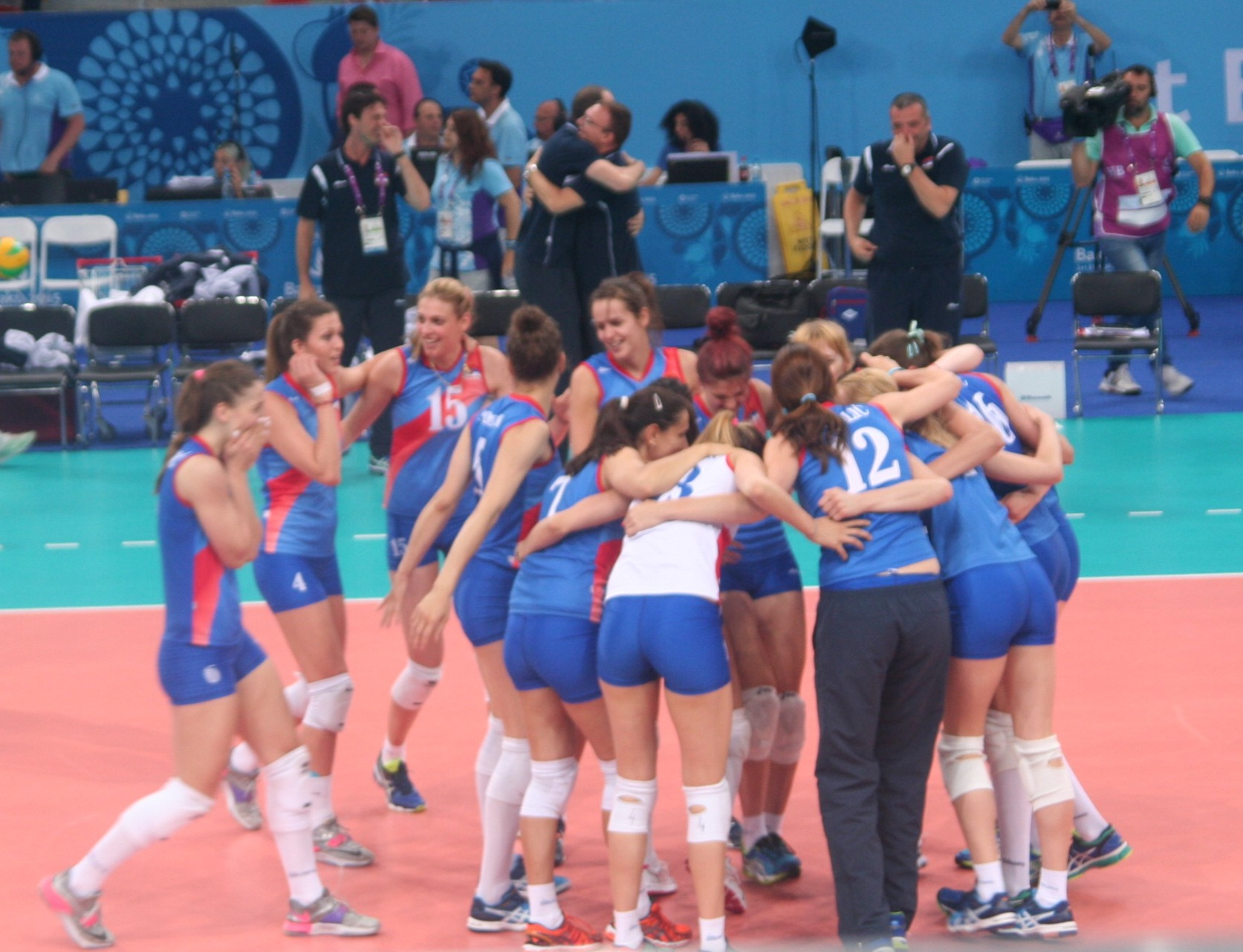
Equipo azerbaiyano de los mujeres de voleibol.

Para los jugadores de voleibol de Azerbaiyán el año más exitoso se considera 1957. En los concursos transcaucásicos realizados en el mismo año los partidos de hombres y mujeres participaron con mucho éxito y ocuparon el primer lugar.  En 1957 el partido de hombres venciendo todos sus rivales ocupó el primer lugar en las competiciones de copa dedicadas al aniversario de 40 años de la revolución grande de Octubre. En 1960 en el voleibol de Azerbaiyán empezó a brillar nueva estrella, Inna Riskal. Ella es uno de los jugadores que grabó su nombre en la historia deportiva y olímpica del voleibol de Azerbaiyán con sus juegos perfectos e inolvidables. En 1963, ella participó  por la primera vez en el Campeonato Europeo y ganó el premio consistido para “el jugador más fuerte de los jugadores jóvenes” por su participación en los concursos. No es una casualidad que, I.Riskal y L.Buldakova son los únicos representantes que ganaron las medallas, una de plata, dos de oro en los Juegos Olímpicos entre los jugadores soviéticos de voleibol. El entrenador de Inna Riskal fue Shamil Shamjalov. Él fue designado en sus 35 años como el primer entrenador del partido formado de mujeres. El partido “Mejsul” encabezado por él en 1961 obtuvo la licencia de la liga alta.  En el campeonato de la URSS este partido jugando en la liga alta este partido ocupó los altos lugares. 
El año 1965 fue un año importante para el partido formado de mujeres. En el Concurso de toda la Unión de las Unidades de Sindicatos, este partido venciendo el partido de Ucrania ocupó el primer lugar, y el partido de hombres ocupó el tercer lugar. 
El 1988 el partido “Neftchi” encabezado por Faig Garaev  fue el campeón entre los partidos mejores del primer nivel y obtuvo la oportunidad de participar entre los partidos en los concursos. 
Las competiciones realizadas en 1991 fueron las últimas en la URSS. Es una casualidad agradable que los jugadores de “Neftchi” fueron los últimos ganadores de esta copa y levantaron sus nombres a los altos niveles en la historia del voleibol de Azerbaiyán. Después de la independencia de la República de Azerbaiyán en 1992, este país empezó a participar en los competiciones amplias con su partido nacional.  La Federación de Voleibol de Azerbaiyán creada en 1992, a partir del mismo año fue aprobada como un miembro a la Federación Internacional de Voleibol, a la Federación de Voleibol de Europa, en 2005 a la Asociación Regional de Voleibol de Europa Oriental.  
El partido nacional ganó el concurso “Gran-Pri” de Europa en 2005 y ocupó el cuarto lugar en el Campeonato de Europa en Croacia.  

## Ajedrez

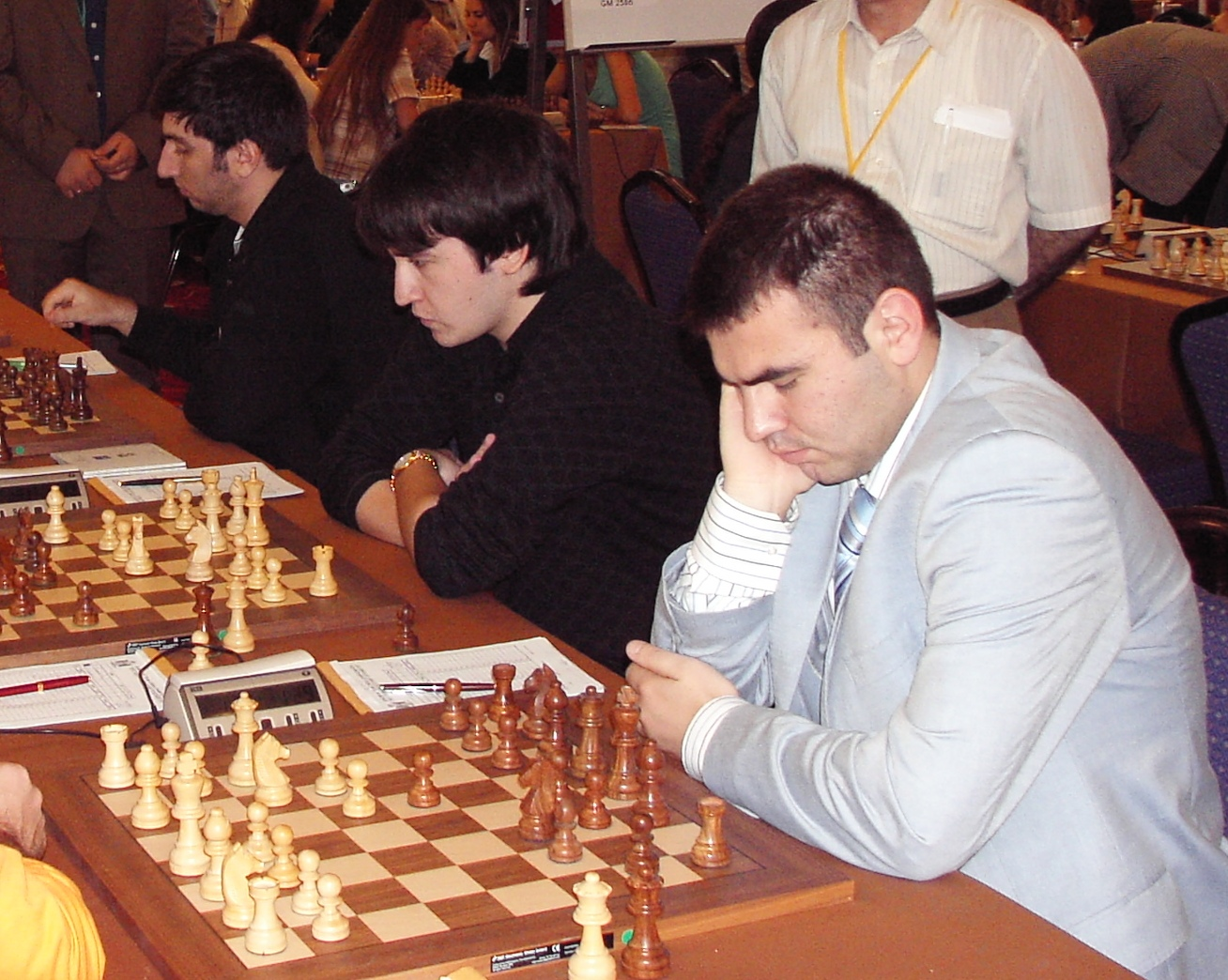
Grandes Maestros azerbaiyanos - Gashimov, Radjabov, Mamedyarov.

El ajedrez tiene una historia antigua en Azerbaiyán. Poetas como Jagani, Nizami, Nasimi y Fuzuli alabaron el ajedrez en sus poemas y dijeron las citas muy sensibles y profundas sobre este juego. El escritor francés Alejandro Dumas durante su estancia en Azerbaiyán jugó el ajedrez con Khurshudbanu Natavan e informó que ella sabía jugar el ajedrez profundamente. Yelaleddin Najchivani, uno de los representantes más famosos del ajedrez en Azerbaiyán, asombraba a todos con su juego perfecto. 
En 1926 fue realizado el campeonato de Bakú, en 1934 el de Azerbaiyán. El campeón del concurso fue K. Salimjanov. A finales de los años 50s, el jugador del ajedrez S. Jalilbaili fue el primer azerbaiyano nombrado maestro del ajedrez. A partir de los años 70s del siglo anterior, en Azerbaiyán se prestaba  una gran atención al ajedrez a nivel estatal. Se construyeron alrededor de 60 escuelas de ajedrez para niños y adolescentes, y eso no tardó en dar resultados. Azerbaiyán dio al ajedrez mundial los jugadores perfectos como Jarri Kasparov, Teimur Rayabov, Shajriar Mammadiarov, Vugar Jashimov, Vladimir Akopian y Emil Sutoskiy. 
J. Kasparov, F. Sideifzada, E. Majarramov, A. Guseinov, A. Sofieva, F. Valijanli, I. Gadimova ganaron en los concursos internacionales y en los territorios de la URSS. En 1992, el partido formado por chicas participó entre 67 partidos por primera vez en la Olimpiada Universal del Ajedrez ocupó el séptimo lugar. En 1993, en el campeonato europeo este partido fue premiado con las medallas de bronce. En los últimos 14 años ganaron 70 medallas en los campeonatos mundiales y europeos entre adolescentes en la República. En 2002 se realizó el campeonato europeo en Bakú y un año después en Najchivan se realizó el campeonato mundial. En estos campeonatos los jugadores de ajedrez que representaban al país ganaron 5 medallas, ellos son los siguientes: Z. Mammadiarova, Sh. Mammadiarov, V. Jashimov. En 2005 en Shaki y 2 años después en Bakú se realizaron los concursos internacionales con la participación de los mejores jugadores del mundo. 
Ante los éxitos de esta organización, la Federación Internacional del Ajedrez ordenó que los concursos Gran-Pri se realizaran en Bakú en 2008. En los últimos años los jugadores del ajedrez, T. Rayabov, Sh. Mammadiarov y V. Jashimov pudieron participar entre los jugadores más importantes del mundo. En los finales del año 2007 el partido de hombres volvió a Azerbaiyán del campeonato europeo realizado en Krit con las medallas de bronce. En la lista de 20 jugadores más fuertes del mundo de la FIE existen los nombres de los jugadores azerbaiyanos como Teimur Rayabov, Shajriar Mammadiarov y Vugar Jashimov.
El 20 de septiembre de 2019, con motivo del 28.º aniversario de la restauración de la independencia estatal de Azerbaiyán, se lanzó el décimo Festival Internacional de Ajedrez “Baku Open 2019”.
La Copa del Mundo de Ajedrez 2019 en Khanty-Mansiysk por primera vez terminó con la victoria del аjedrecista azerbaiyano Teimour Radjabov.

## Juegos Olímpicos
Se puede dividir la historia de los Juegos Olímpicos en Azerbaiyán en cuatro partes: 
1. La época en que los deportistas azerbaiyanos participaban en los Juegos Olímpicos dentro de los partidos de la URSS (1952-1988)
El primer éxito en estos juegos se considera la medalla de plata que se ganó por R.Mammadbaiov por la lucha libre en 1952 en la Olimpiada de Helsinki.
2. Los deportistas participaban dentro de los partidos de la CEI (1988-1992).
En 1992, en la Olimpiada de Barcelona, Azerbaiyán fue representado solo por 5 deportistas dentro del partido de la CEI, pero dos de nuestros deportistas, N. Guseinov y V. Belinqui fueron campeones de la Olimpiada
3. Azerbaiyán se une al Movimiento Internacional de Olimpiada como un estado independiente (1992-1997).
En 1992 la creación de CON y la aprobación de él como un miembro por el CIO empezó un siglo nuevo en el movimiento olímpico del país.  Azerbaiyán por primera vez en 1996 participó en la Olimpiada de Atlanta con su partido nacional bajo la bandera de la República de Azerbaiyán. En esta olimpiada ocupó el lugar 61 entre 197 países. La medalla de plata que se ganó por N. Abdullaev en la lucha libre fue la primera medalla ganada por el país. 
4. La época nueva del desarrollo del movimiento olímpico (a partir de 1997)
En el resultado de las preparaciones necesarias a los juegos, los 31 deportistas de Azerbaiyán participaron en los Juegos Olímpicos XXVII en 2000.
En los Juegos Olímpicos XXVIII en Sídney, los deportistas azerbaiyanos obtuvieron grandes éxitos. Z. Meftajaddinova y N. Abdullaev ganaron las medallas de oro y V. Alakbarov ganó una medalla de bronce. Azerbaiyán ocupó el lugar 34 en esta Olimpiada entre 199 países, y entre los países europeos ocupó el lugar 23.
38 deportistas pudieron salir de la etapa de preparación y pudo participar en los Juegos Olímpicos XXVIII. Los 38 de ellos en licencia, y los 2 en la natación pudieron representar el país. La república fue representada por 38 deportistas en 12 deportes en estos juegos. 
En 2007 en la República fueron realizadas 36 competiciones. Durante 7 meses de este año ya se habían realizados 18 competiciones internacionales.  
Еl 37.º Campeonato Mundial de Gimnasia Rítmica, que se celebrará del 16 al 22 de septiembre de 2019 en Bakú. El Campeonato Mundial se celebró en la Arena Nacional de Gimnasia. Еl campeonato, que tiene carácter de licencia para los Juegos Olímpicos de verano de Tokio 2020.

## Competiciones internacionales en Bakú

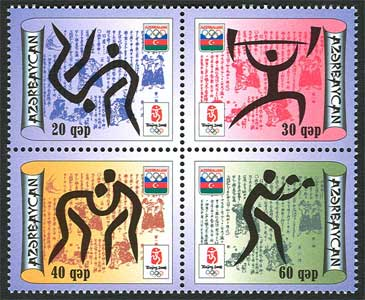
Juegos Olímpicos en sellos azerbaiyanos.

### 2003-2009
- 2003 - el campeonato europeo de los judocas adolescentes
- 2004 - la competición de etapa de la Copa Mundial por la gimnasia rítmica
- 2004 - el torneo de licencia de Olimpiada Europea por taekwondo
- El 3-9 de octubre de 2005 - el 27.º campeonato mundial por la gimnasia rítmica
- 2006 - el 24.º campeonato mundial de lucha libre y lucha grecorromana entre los militares
- septiembre de 2007 - el campeonato mundial por la lucha libre, romano-clásica y de las luchadoras mujeres
- 2007 - el campeonato entre los judocas paralímpicos con visión defectuosa
- 2009 - el 25.º campeonato europeo de gimnasia rítmica
- 2009 - la tercera competencia de la copa mundial por Pancracio - la lucha sin reglas.

### 2010
- El campeonato mundial de esgrima entre los jóvenes y cadetes
- El 64.º campeonato mundial de culturismo
- El campeonato mundial por el boxeo entre los jóvenes
- El campeonato europeo por la lucha libre, grecorromana y lucha de mujeres.

### 2011-2015
- 2011 - el torneo internacional de la serie “World Masters” que da puntos de audiencia
- 2011 - las competiciones de la Copa Mundial entre los hombres por el judo que tenía el carácter de licencia para Olimpiada de Verano de Londres en 2012.
- 26 de septiembre - el 8 de octubre de 2011 - campeonato mundial por boxeo, que tenía el carácter de licencia para la olimpiada de Londres
- El 21-27 de agosto de 2012 se celebró - el campeonato mundial entre los jóvenes por la lucha libre, grecorromana, de mujeres y de playa
- El 26-28 de octubre de 2012 - la parada de auto de Bakú llamada “City Challenge” de las competiciones “GT3 Fórmula clásica 1” que se celebraba por primera vez
- El 22 de septiembre – 13 de octubre de 2012 - el campeonato Mundial FIFA U-17 entre las mujeres se celebró.
- El 1 y el 5 de mayo de 2014 - el XXI Campeonato Europeo de Taekwondo

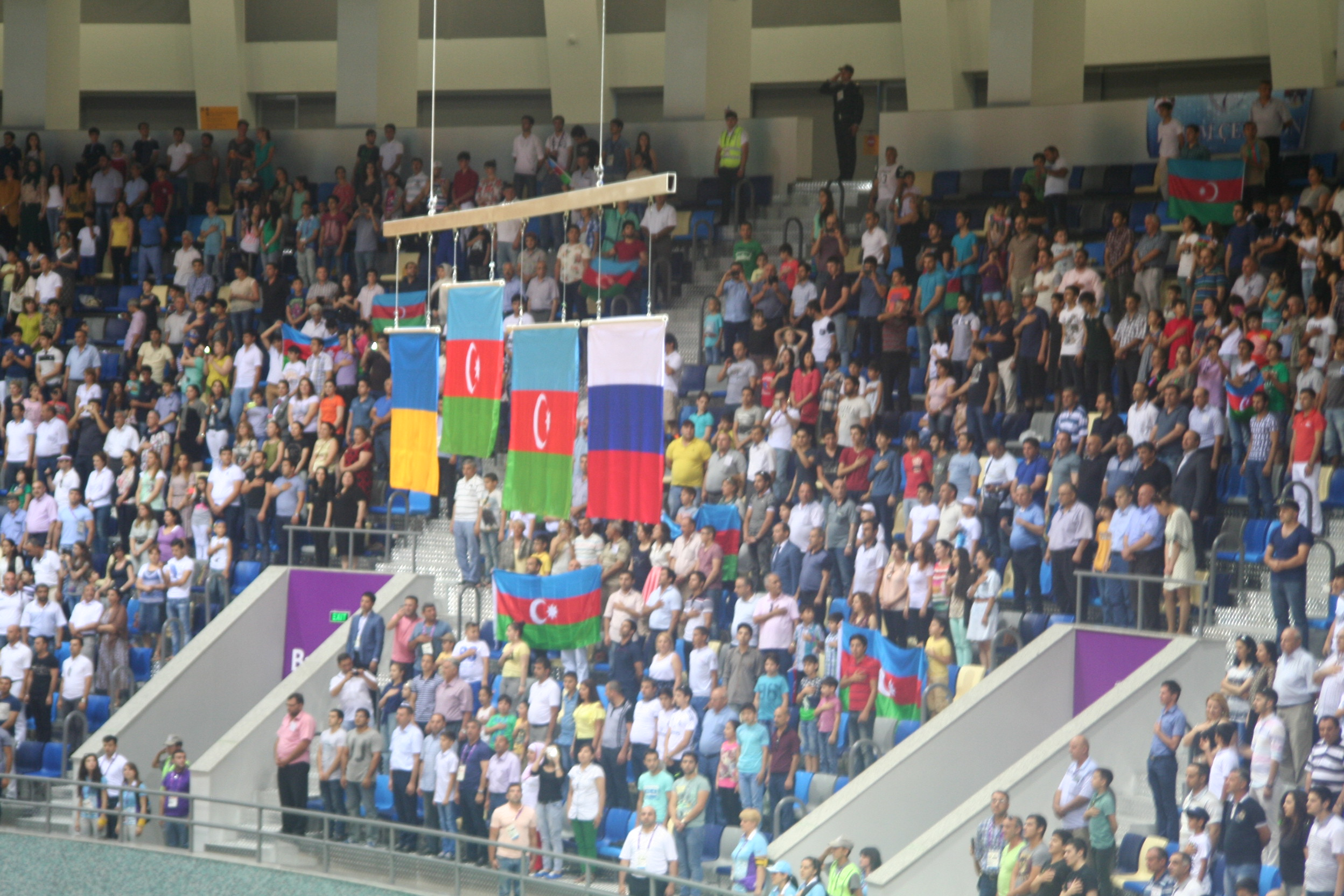
La ceremonia de la concesión en los Primeros juegos olímpicos.

### 2015-2020
Entre el 2015 y el 2020 se realizarán unos eventos deportivos internacionales en el país. Serán 1,354 millones de dólares la inversión total por la celebración de eventos deportivos en Bakú, Azerbaiyán, en un periodo del 2015 al 2020. Lo cual incluye Juegos Europeos (2015), Juegos de Solidaridad Islámica (2017) y Fórmula 1 (2016-2020). 

#### Los Juegos Europeos
Desde el 12 al 28 de junio de 2015 fue realizado los primeros juegos europeos. El mejor resultado de los Juegos lo tuvo Rusia con 164 de medallas (79 de las que fueron oros, 40 - de plata y 45 - de bronce). El segundo lugar lo obtuvo Azerbaiyán con 56 medallas, entre las que 21 fueron de oro. El tercer - Reino Unido con 47 medallas, 18 de las que fueron de oro. Por el decreto del Presidente de Azerbaiyán, Ilham Aliyev desde 17 de enero de 2013, fue creado el Comité de Organización para celebrar los primeros Juegos Europeos, el presidente de la que fue Mehriban Aliyeva.  En los Juegos Europeos, como en la preparación, tanto durante los juegos, en las ceremonias de apertura y clausura participaron cerca de 20 mil voluntarios.

#### Fórmula-1

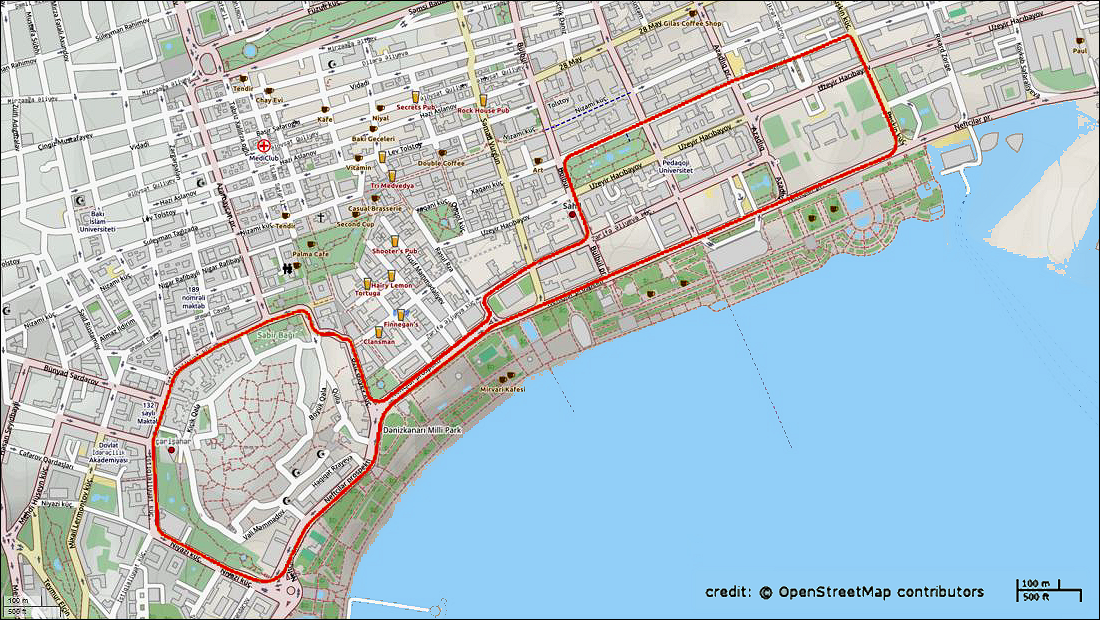
Mapa del circuito.

En el centro de Bakú se está construyendo un circuito urbano de carreras de longitud 6,003 km, donde se albergará el Gran Premio de Europa y Gran Premio de Azerbaiyán de Fórmula 1 en 2016 y 2017 tras el ausente desde 2012. En 2016 el GP de Europa regresó después de tres temporadas de ausencia, a disputarse en el Circuito Callejero de Bakú, Azerbaiyán. En 2017 este etapa fue denominada Gran Premio de Azerbaiyán. El ganador del 2016 fue Nico Rosberg y el de 2017 Daniel Ricciardo.

#### Juegos de la Solidaridad Islámica
En 2017 se celebraron los cuartos Juegos de la Solidaridad Islámica. Los IV Juegos de Solidaridad Islámica comenzaron oficialmente con una ceremonia de apertura en el Estadio Olímpico de Bakú el 12 de mayo. Más de 3.000 atletas de 54 países compitieron por 269 sets. La ceremonia de clausura de los IV Juegos de Solidaridad Islámica se celebró en el Estadio Olímpico de Bakú el 22 de mayo. El Presidente de Azerbaiyán Ilham Aliyev y la primera dama Mehriban Aliyeva estuvieron participando en la Ceremonia de Clausura. Los atletas azerbaiyanos obtuvieron el primer lugar con 75 medallas de oro, 50 de plata y 37 de bronce; Turquía ocupó el segundo lugar con 71 medallas de oro, 67 de plata y 57 de bronce, e Irán ocupó el tercer lugar con 39 medallas de oro, 26 de plata y 33 de bronce.

## Los éxitos de algunos deportistas
- Farjad Rayabli fue quien ganó la primera medalla europea entre los jugadores de judo por primera vez. El ocupó el tercer lugar en el Campeonato Europeo realizado entre jóvenes en Hungría en 1978.[26]
- Majaddin Allajverdiev obtuvo el título del campeón del mundo en los años 1980-1990.[27]
- En el año 1997 Sergei Bochkov ganó la medalla de bronce en el concurso de Asia entre adolescentes.
- En el año 2001 el boxeador Agasi Mammadov ganó el premio de plata del campeonato mundial.[28]
- Irade Ashumova en los campeonatos mundiales realizados en Lahti (Finlandia) en 2002 y en Barcelona (España) obtuvo el segundo lugar.
- En el año 2004 en los Juegos Olímpicos realizados en Grecia Fuad Aslanov fue entre los premiados con 51 kilos de peso.
- En 2006, nuestros tenistas ocuparon el séptimo lugar en el grupo cuarto de la zona europeo-africana del campeonato de la Copa de Devis en Malta.[29]
- En 2007 en el campeonato europeo Azad Yafarov por la lucha nacional y Afis Namazov por kabbada ocuparon el primer lugar.[27]
- En el año 2008, Ruslan Abasov y Ramil Guliev ganaron la medalla ora en el Campeonato Europeo del Atletismo realizado en Eslovaquia y con eso pudieron participar en los Juegos Olímpicos.
- En los Juegos Mundiales de los Maestros realizados en Sídney en 2009 Aquif Aliev ganó la medalla de oro, Asif Malikov la medalla de plata y Tofig Heidarov fue quinto.
- En 2010 Sevil Buniadova venciendo a todos sus rivales ocupó el primer lugar en la escala.
- En el año 2010 Niyat Rajimov fue el campeón en el concurso realizado en Singapur entre adolescentes.
- En el año 2010 en el Campeonato Mundial de Judo Afag Soltanova en el nivel de 57 kilos de peso y Iljam Zaquiev en el nivel de más de 100 kilos de peso ganaron las medallas de oro.
- En el Campeonato de la Copa de Europa realizado en el capital de Ucrania, en Kiev el abril del 2011 los jugadores del judo volvieron al país con 6 medallas de oro.[26]